# كورنيل كامبل
كورنيل كامبل (بالإنجليزية: Cornell Campbell)‏ هو مغني جامايكي، ولد في 23 نوفمبر 1945 في كينغستون في جامايكا.

## وصلات خارجية
- كورنيل كامبل على موقع ميوزك برينز (الإنجليزية)
- كورنيل كامبل على موقع ديسكوغز (الإنجليزية)